# Aeroportul Halifax County
Aeroportul Halifax County (IATA: RZZ, ICAO: KRZZ, FAA LID: RZZ) este un aeroport din Comitatul Halifax, Carolina de Nord, Carolina de Nord, Statele Unite ale Americii ce deservește zona Roanoke Rapids⁠(d).
Situat la o altitudine de 78 m, aeroportul dispune de o singură pistă.